# Midgard (jeu de rôle)
Pour les articles homonymes, voir Midgard (homonymie).
Midgard est un jeu de rôle de type fantasy. C'est le premier en langue allemande, et même le premier jeu de rôle d'origine allemande.

## Le système
Contrairement à Donjons et Dragons, le système de Midgard n'est pas fondé sur le niveau des personnages. Certes, les personnages ont un niveau (appelé "degré"), mais il mesure seulement l'expérience du personnage et quantifie tout ce qu'il a déjà appris au cours de sa vie sans être une condition à l'apprentissage. Il y a 20 classes de personnage, qui indiquent juste la difficulté ou la facilité avec laquelle un personnage peut apprendre les différentes compétences. La plupart des compétences peuvent théoriquement être apprises par pratiquement n'importe quelle classe de personnage, mais ce sera plus difficile pour certaines classes que pour d'autres - par exemple un guerrier pourrait théoriquement apprendre plus tard la magie, mais ce lui serait très coûteux.
Le système utilise plusieurs dés : un D100 (souvent remplacé par deux D10), un D20 et le classique D6.
Midgard fut le premier jeu de rôle à introduire une séparation entre les points d'endurance et les points de vie (dans l'édition de 1985). Au cours d'une campagne, les premiers peuvent considérablement augmenter, alors que les seconds resteront pratiquement constants. Ainsi les personnages de haut degré ne sont-ils pas invulnérables en combat : certes ils s'épuisent moins vite, mais un coup bien ciblé leur est aussi mortel qu'à un débutant.
NB : le jeu de rôle Midgard n'a rien à voir avec le Midgard mythologique.

## Le monde
Étant donné que Midgard est un jeu de fantasy (et "ancien" selon les critères des rôlistes), on ne s'étonnera pas des nombreuses ressemblances avec le monde du Seigneur des anneaux de J. R. R. Tolkien. Le joueur rencontrera sans doute des elfes, des nains et des hobbits (bien que la race humaine reste la plus répandue), mais peut-être aussi des trolls et des dragons, ainsi que différentes formes de magie. Toutefois le monde de Midgard est notablement plus culturellement diversifié que la Terre du Milieu de Tolkien, d'inspiration résolument européenne. On croisera dans ce jeu nombre de civilisations inspirées de la plupart des cultures terriennes, à l'exception de la nord-américaine. Contrairement aux aventures de type cape et d'épée, Midgard s'inspire plus de l'antiquité tardive et du haut Moyen Âge que de la Renaissance. Cela facilite également l'identification entre les cultures fictives et leur contrepartie terrienne.

### Le continent de Midgard et ses pays
La partie connue de Midgard est constituée de quatre continents. Au milieu de la carte se trouve la "Mer des cinq vents". Au nord-ouest de celle-ci se trouve le continent Verternesse, inspiré par l'Europe. Les pays de ce continent se nomment Alba, Chryseia, Erainn, Ywerddon, Clanngadan et Fuardain. 

Au sud de Vesternesse se trouve Lamaran, avec les États côtiers d'Eschar, Urruti, Buluga et les Ikengabecken . À l'est de la Mer des cinq vents se trouve Sirao, continent dérivé de l'Asie. Les États de Waeland, Moravod, Aran, Medjis, KanThaiPan, Rawindra y appartiennent, ainsi que les Steppes tégariennes et le royaume insulaire de Minangaphit. L'Archipel valianais, vestige d'un empire englouti au cours de la "guerre des mages", se situe à peu près au milieu de la Mer des cinq vents.

A l'extrême ouest du monde connu se trouve Nahuatlan, un pays de culture sud-américaine, et au sud de celui-ci les îles de feu. On notera la similarité avec la terre de feu de l'extrême sud de l'Amérique, et l'inspiration du nom : le nahuatl est en effet une langue mexicaine.

## Historique
En 1978, Jürgen Franke auto-édite un livret de règles intitulé Empires Of Magira. Ce jeu de rôle se situe dans le monde de Magira, issu d'une série de romans fantastiques de l'auteur Hugh Walker (pseudonyme d'Hubert Straßl (de)), déjà utilisé dans le jeu de plateau Armageddon (de). Franke est contraint de renoncer à publier Empires Of Magira à cause d'un problème de licence.
En 1981 parait une nouvelle version du jeu sous le titre Midgard. Le monde de Magira y est encore présent, mais le jeu n'est en fait pas lié à un univers imaginaire spécifique, à l'inverse de L'Œil noir avec l'Aventurie, ni à des mécanismes de jeu stricts comme les alignements de Donjons et Dragons. Ainsi, à la place des « Prêtres de Praïos » de L'Œil noir, Midgard introduit des prêtres du pouvoir, la divinité précise adorée par ces prêtres étant à définir par le meneur de jeu. Midgard s'efforce d'employer une terminologie moins « prétentieuse » par rapport aux habitudes de l'époque, et préfère parler de « meneur de jeu » plutôt que de « maître du jeu », ou de « personnage » et non de « héros ».
En 1983 sort une nouvelle version révisée du système de règles. Les règles sont à nouveau revues en 1985, le jeu étant réédité en deux tomes : Midgard — Das Fantasy-Rollenspiel (« Midgard, le jeu de rôle fantastique ») et Midgard - Schlüssel zum Abenteuer (« Midgard, clés pour l'aventure »). La modification du système de règle est extensive : passage de 5 à 20 classes de personnage, introduction d'une distinction entre points d'endurance/points de vie, système de compétences étendu, etc. C'est la dernière version du jeu qui présente Magira, et également la dernière à sortir dans la maison d'éditions de Franke Verlag für Fantasy und Science Fiction Rollenspiele (« édition de jeux de rôle de fantasy et de science-fiction » , abrégé en VF&SF).
La troisième édition, peu modifiée, parait en 1989 et 1991 chez l'éditeur Klee. À partir de cette version le monde dans lequel se déroule le jeu est « Midgard » ; il demeure très proche de Magira, certains noms de pays restant par exemple inchangés. La deuxième partie du livret de règles est rapidement épuisée, et n'est plus rééditée. Peu de suppléments ou modules de jeu paraissent.
Une boîte d'initiation parait en 1999 chez Pegasus Press sous le nom Das Abenteuer beginnt (« L'aventure commence »). Elle se base fortement sur la future quatrième édition, publiée l'année suivante. Dans cette dernière, les règles sont modifiées de manière importante.
Après une longue pause parait en 2000 Midgard - Das Arkanum un livre de règles de magie. Ensuite, en 2001, paraît la quatrième édition de Midgard - Das Fantasy-Rollenspiel (« Le jeu de rôle fantastique Midgard »), puis en 2002, Midgard - Das Kompendium (« Midgard, le compendium ») avec quelques règles additionnelles, et en 2003, Midgard - Das Bestarium (» Midgard, le bestiaire », qui décrit les différents monstres et créatures de Midgard.